# Igreja Ortodoxa Turca

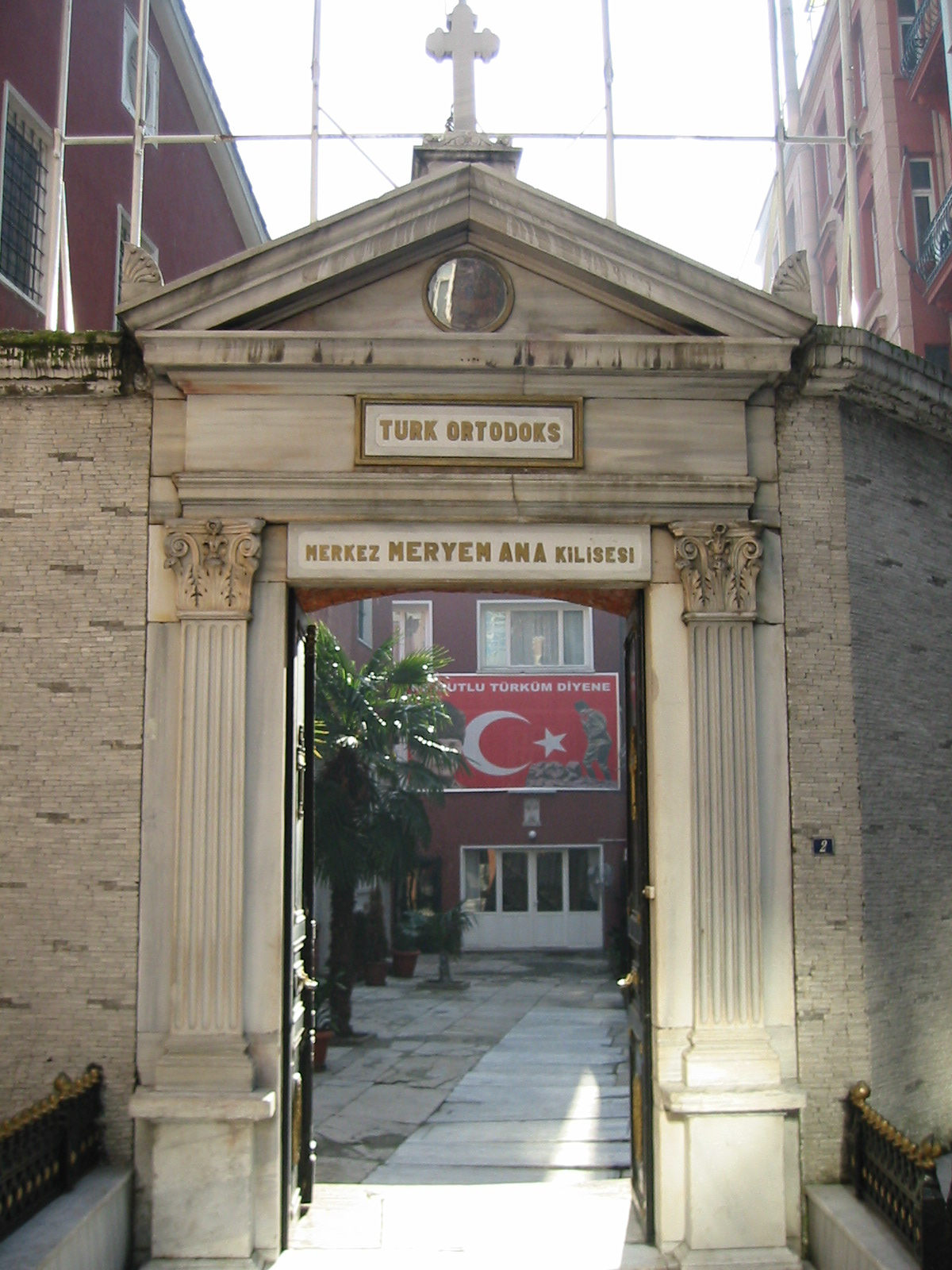
Entrada para a Igreja do ícone Kaffa da Mãe de Deus.

Igreja Ortodoxa Turca (turco:Türk Ortodoks Kilisesi) ou Patriarcado Ortodoxo Turco (turco: Türk Ortodoks Patrikhanesi) é uma jurisdição ortodoxa não canônica, criada em 1921-1922 por cristãos ortodoxos na Turquia, que tem o reconhecimento oficial do Governo turco.
O Primaz usa o título de Patriarca Ortodoxo Turco e Arcebispo de Istambul.

## História
A Igreja foi formada em 15 de setembro de 1922 em Kayseri como o Patriarcado Ortodoxo Autocéfalo da Anatólia com o apoio do Governo turco, que estava tentando criar uma Igreja Ortodoxa nacional não afiliada à Ortodoxia Grega e cortar os gregos que viviam na Turquia de laços com a Grécia, tornando-os patriotas da jovem República Turca.
A Igreja foi liderada por Paulo Karahisaridis, um grego de língua turca da Ásia Menor. A estrutura recém-criada não foi amplamente adotada, exceto por um pequeno número de turcos ortodoxos e um mínimo de gregos, ninguém se juntou a ela. Pavel Karakissaridis, depois de se proclamar "Patriarca", adotou o nome de Eftim I e mudou seu sobrenome grego para turco - Erenerol. Durante a formação da Igreja, Eftim I conseguiu reunir um pequeno número de seguidores, mas depois o número de seus membros caiu ao mínimo.

## Status
A Igreja Ortodoxa Turca está oficialmente registrada na Turquia como uma estrutura religiosa, embora não seja reconhecida como canônica por outras Igrejas Ortodoxas.
O título de primaz é herdado por membros da mesma família – os Erenerols. Desde 2002, a Igreja Ortodoxa Turca é liderada pelo Patriarca Eftim IV (Erenerol). A Igreja possui três templos, cerca de cinco comunidades e várias centenas de crentes. Os serviços são realizados em turco.
Após uma ruptura na comunhão eucarística da Igreja Ortodoxa Russa com o Patriarcado de Constantinopla (2018) , a Igreja turca apoiou a posição do Patriarcado de Moscou.
O principal templo e residência do primaz é a Igreja do ícone Kaffa da Mãe de Deus (turco: Meryem Ana) no bairro Beyoglu de Istambul. O templo foi construído em 1583 por nativos da Criméia Feodosia (Kaffa) sob a liderança de Trifão Karabeinikov.

## Primazes
- Eftim I (15 de setembro de 1922-1962) - Paulo Caracissaridis no mundo.
- Eftim II (1962-1991) - no mundo Turgut (George) Erenerol, filho do Patriarca Eftim I.
- Eftim III (1991 - dezembro de 2002) - no mundo Seljuk Erenerol, o segundo filho do Patriarca Eftim I.
- Eftim IV (desde 2002) - no mundo Pasha Yumit Erenerol, neto de Eftim I.

## Galeria

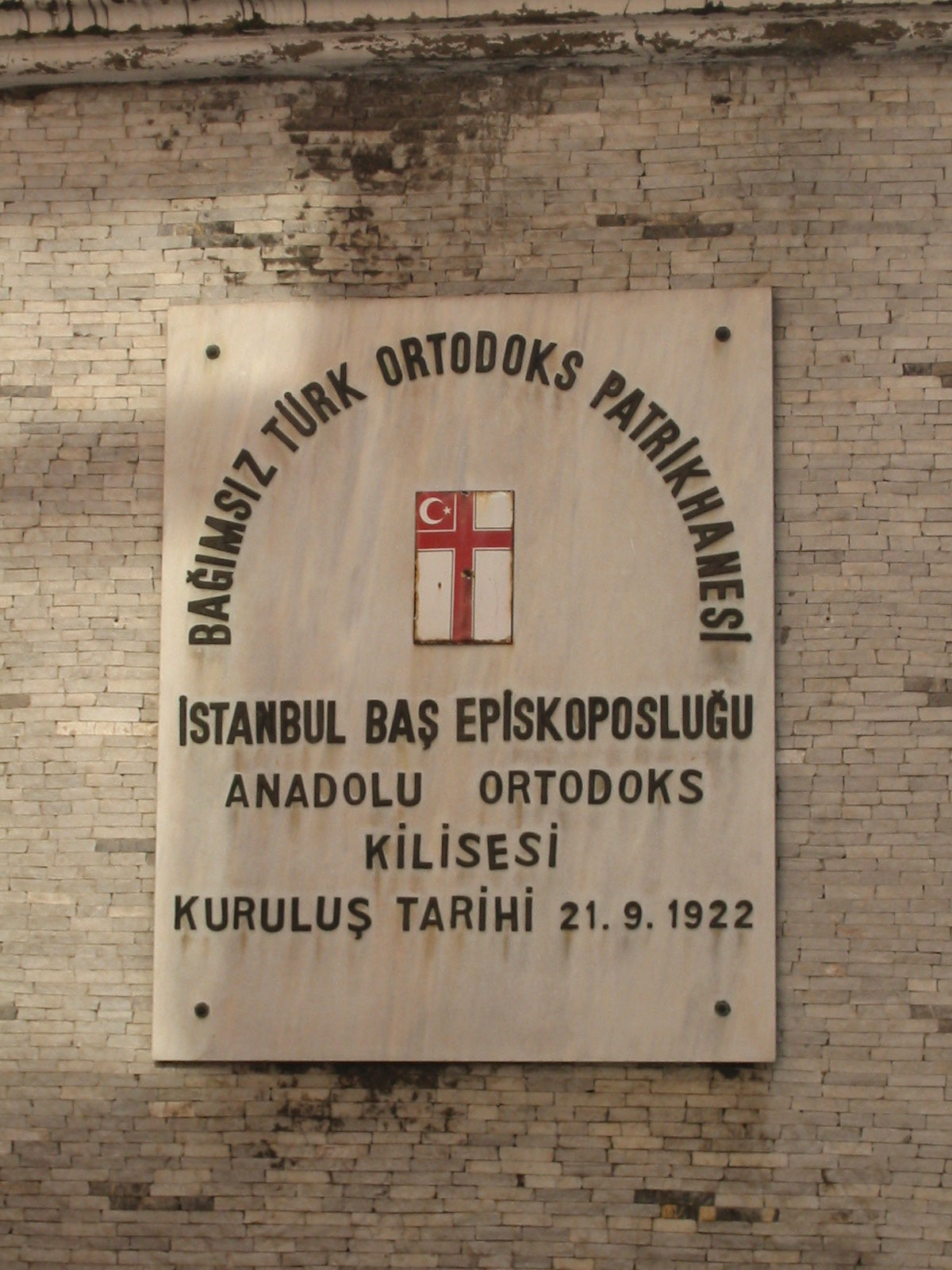
Patriarcado Ortodoxo Turco
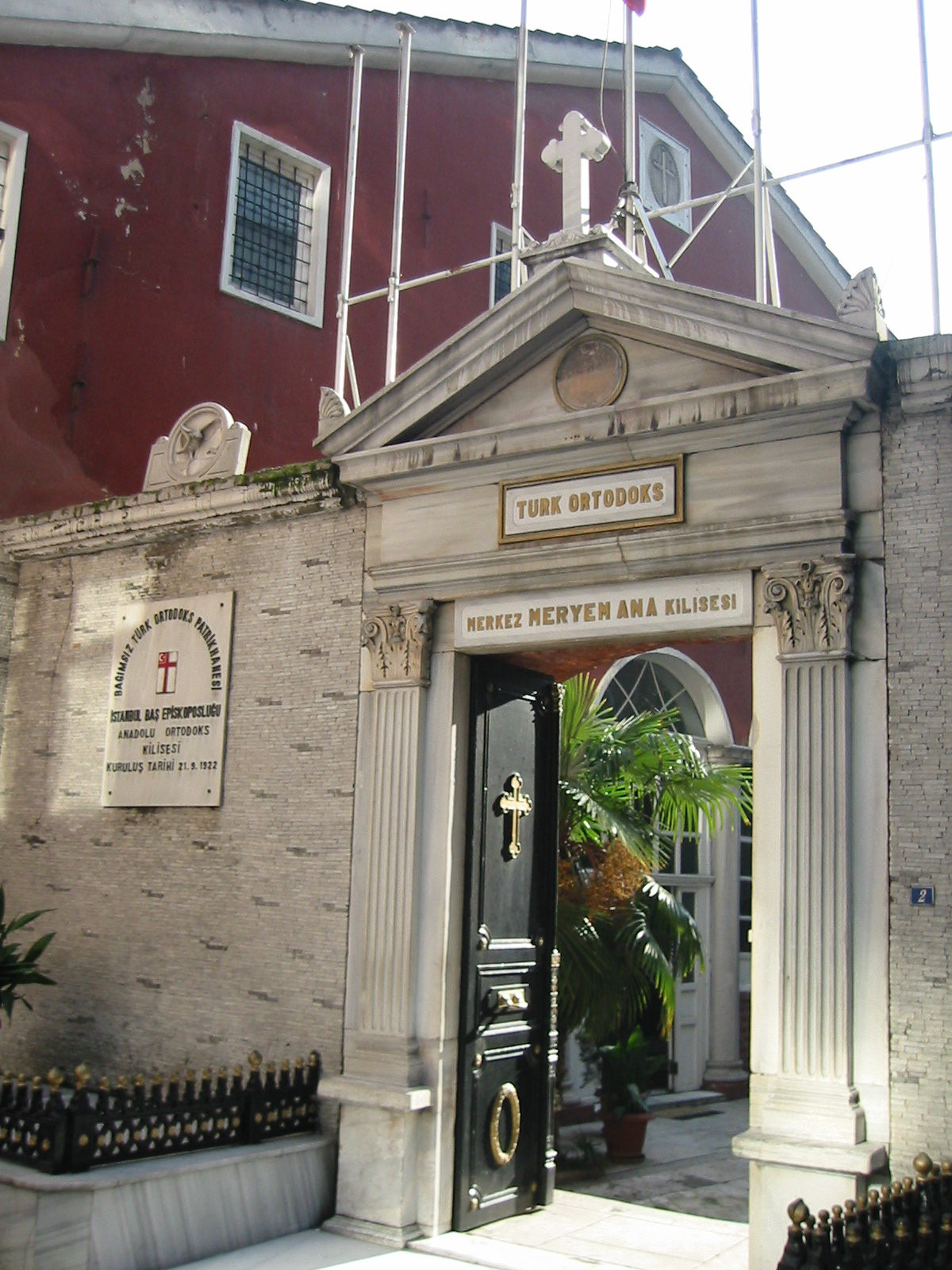
Igreja do ícone Kaffa da Mãe de Deus (Panagia Kaphatiani)
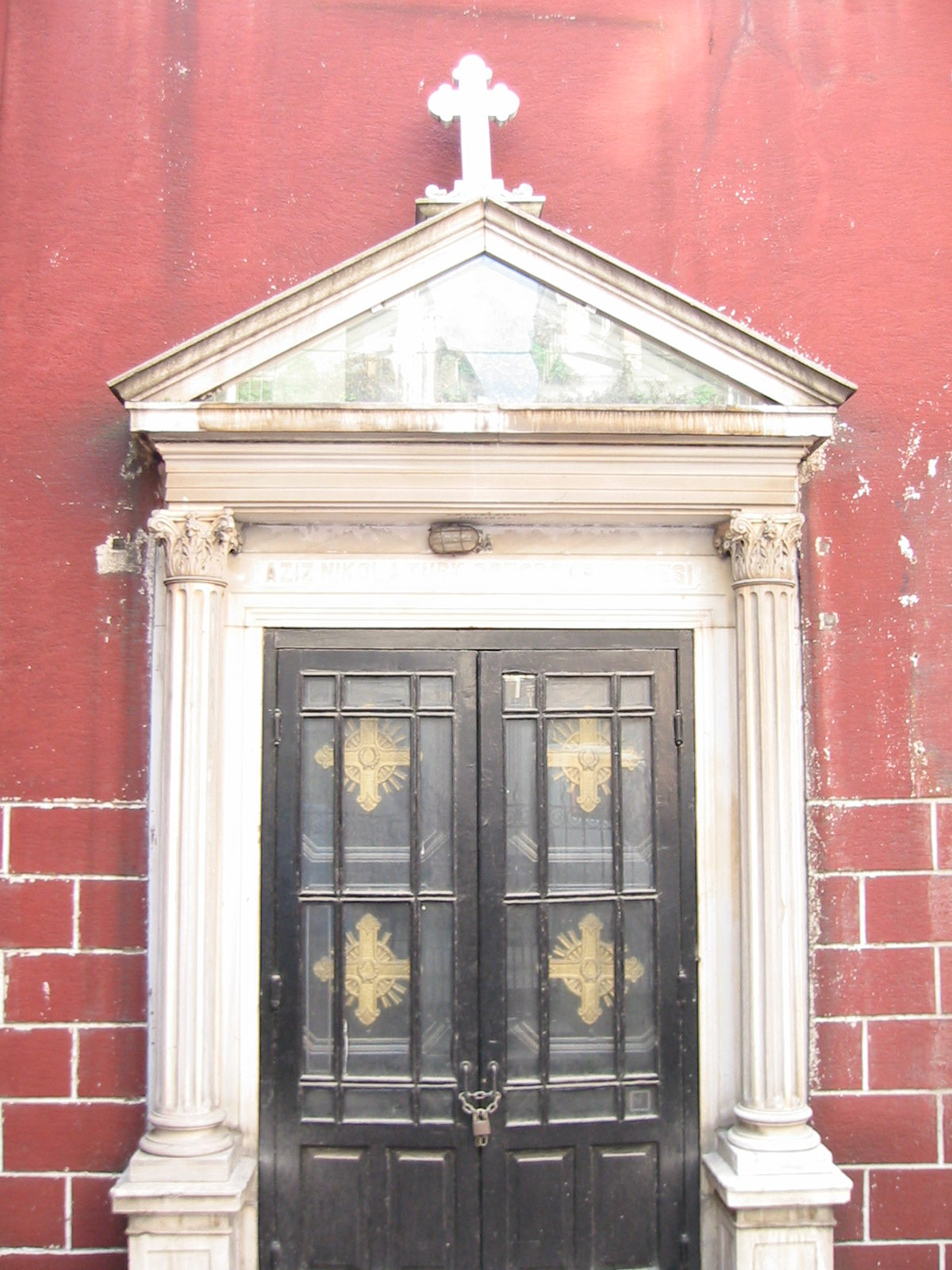
Igreja de São Nicolau
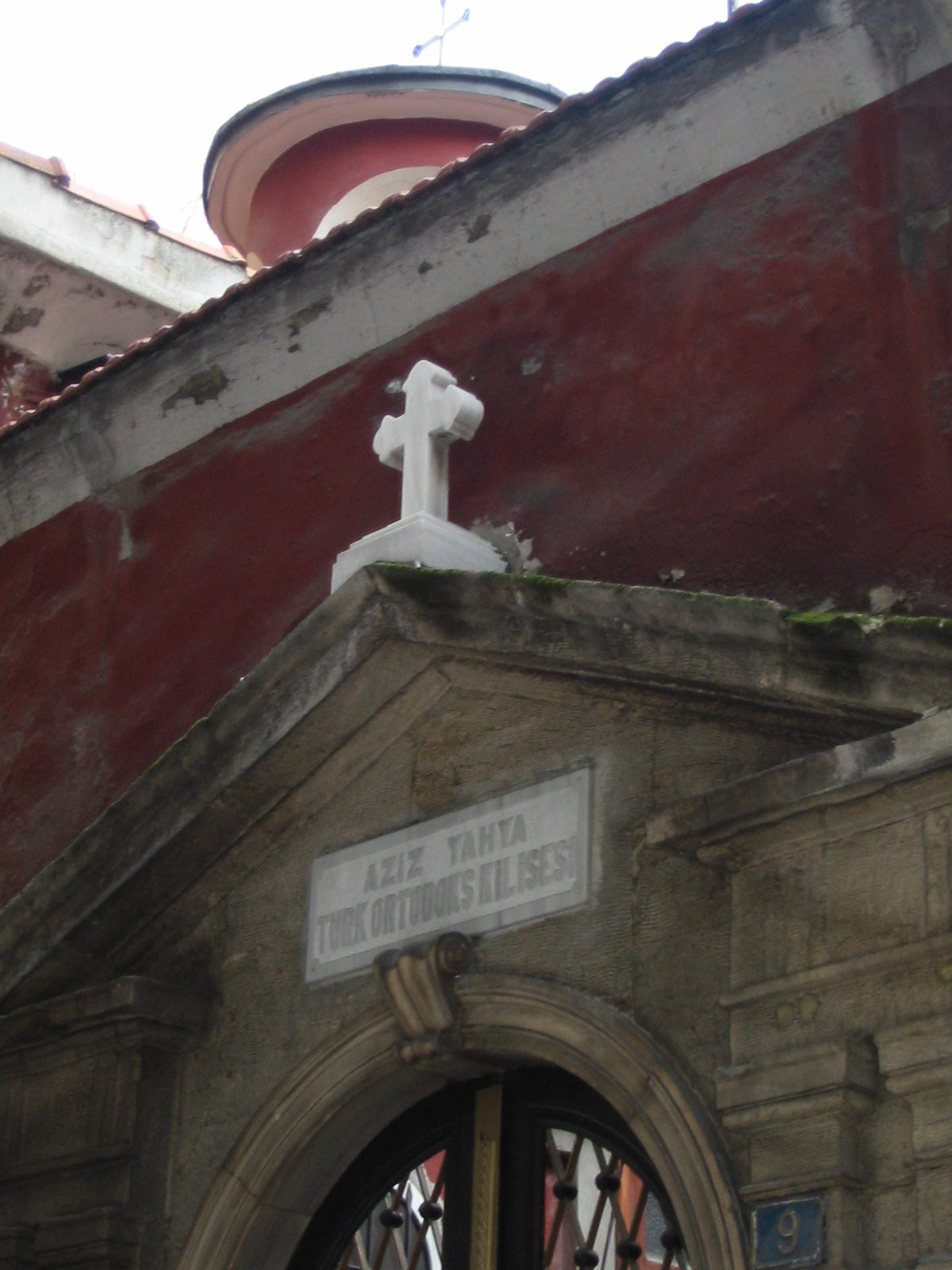
Igreja de São João Batista